# L'I.A. du mal
Pour plus de détails, voir Fiche technique et Distribution.
L'I.A. du mal ou Terrifiante au Québec (Afraid, stylisé AFRAID) est un film d'horreur américain réalisé par Chris Weitz et sorti en 2024.

## Synopsis
Curtis et sa famille sont sélectionnés pour tester un nouvel appareil révolutionnaire : un assistant familial numérique appelé AIA. Rapidement, le robot apprend les comportements de la famille et commence à anticiper leurs besoins. Il souhaite s'assurer que rien, ni personne, ne se mette en travers du chemin de la famille.

## Fiche technique
Sauf indication contraire, les informations mentionnées dans cette section peuvent être confirmées par la base de données cinématographiques IMDb,  présente dans la section « Liens externes ».
- Titre original : Afraid (stylisé AFRAID)
- Titre français : L'I.A. du mal
- Titre québécois : Terrifiante
- Réalisation et scénario : Chris Weitz
- Musique : Alex Weston
- Décors : David Brisbin
- Costumes : Molly Grundman
- Photographie : Javier Aguirresarobe
- Montage : Timothy Alverson et Priscilla Nedd-Friendly
- Production : Jason Blum, Andrew Miano et Chris Weitz

Producteurs délégués : Dan Balgoyen, Paul O. Davis, Britta Rowings et Beatriz Sequeira
- Sociétés de production : Columbia Pictures, Blumhouse Productions et Depth of Field
- Sociétés de distribution : Sony Pictures Releasing (États-Unis), Sony Pictures Releasing France(France)
- Budget : 12 millions de dollars[1]
- Pays de production :  États-Unis
- Langue originale : anglais
- Format : couleur - 2.35:1
- Genre : horreur, science-fiction
- Durée : 84 minutes
- Dates de sortie[2] :
  - France : 28 août 2024
  - États-Unis : 30 août 2024
  - Québec : 30 août 2024
- Classification[3] :
  - États-Unis : PG-13
  - France : tous publics

## Distribution
- John Cho (VF : Jérémy Prévost ; VQ : Philippe Martin) : Curtis
- Katherine Waterston (VQ : Éveline Gélinas) : Meredith
- Lukita Maxwell (VF : Clara Quilichini ; VQ : Elisabeth Gauthier Pelletier) : Iris
- Wyatt Lindner (VQ : Noé Henri Rouillard) : Preston
- Isaac Bae : Cal
- Havana Rose Liu (VF : Geneviève Doang ; VQ : Justine Bouchard) : Melody / AIA
- David Dastmalchian (VQ : Alexis Lefebvre) : Lightning
- Keith Carradine (VQ : Sylvain Hétu) : Marcus
- Bennett Curran (VF : Tom Trouffier ; VQ : Alexandre Bacon) :  Sawyer
- Riki Lindhome (VF : Christèle Billault ; VQ : Julie Burroughs) : Maud
Source et légende : Version française (VF) sur RS Doublage[4] ; version québécoise (VQ) sur Doublage.qc.ca[5]